# 日本國鐵ED61型電力機車
ED61型电力机车（日语：ED61形電気機関車）是日本国有铁道的直流电力机车车型之一，适用于供电制式为1500伏直流电的电气化铁路，由日立制作所、東京芝浦電氣等企业于1958年研制成功。

## 发展历史

### 研制
第二次世界大战结束后，日本国有铁道为满足在战后经济复兴的形势下不断增长的运输量，先后研制了三种标准型直流电力机车，即干线客运用的EF58型电力机车，以及干线货运用的EF15、EH10型电力机车，并成为了国铁主要干线的主型电力机车。至1950年代末，在大正时代从国外进口或从私铁收购的各种旧型电力机车亦将届使用寿命，因此日本国铁急需一种新型直流电力机车来取代这些旧型机车，担当非主要干线的客货列车牵引任务。
在这样的背景下，日本国铁利用ED70型交流电力机车所采用的部分最新技术，开发了“直流新型电力机车”。1958年，新三菱重工业、川崎车辆、汽车制造等企业成功研制了新一代的ED60型电力机车；与此同时，日立制作所、東京芝浦電氣亦研制了同系列的ED61型电力机车。
ED60、ED61型电力机车均采用了共通的结构，但ED61型电力机车的特点是增加了再生制动，将电力机车在制动时所产生的电能回馈到电网，并使列车可以在长大下坡道上实现恒速制动。由于机车上增加了额外的再生制动设备，因此ED61型电力机车的车体长度比ED60型电力机车延长了130毫米，而机车整备重量亦提高到60吨。

### 运用
1958年，制成了首两台ED61型电力机车，其中1号机车由日立制作所生产，2号机车由东京芝浦电气生产。1959年，日立、东芝、川崎电机制造、川崎车辆开始小批量生产ED61型电力机车。1958年至1959年间共生产了18台该型机车。
ED61型电力机车投入运用初期均配属到甲府机关区，用来替换战前制造的ED16、ED17型电力机车，主要担当中央本线甲府以东的货物列车牵引任务，在八王子至甲府间的25‰长大坡道则以双机重联方式牵引。其中五台机车曾经入助八王子机关区，亦有机车一度被借予米原机关区和福岛机关区使用。1963年，两台ED61型电力机车转配属凤电车区（后改为龙华机关区），投入阪和线运用。
然而，在机车运用过程中亦暴露了再生制动的一些不足之处。当两台机车重联运行并使用再生制动时，如果两台机车的轮径有差异，会造成轮对转差率及制动力不均等的问题。此外，基于中央本线列车运行密度和牵引变电所整流器特性的原因，亦经常发生再生制动失效的问题。因为直流电气化铁路是由不可控整流器馈电，所以只有再生电能可以被同一供电区间内的其他列车使用，若架空接触网电压已经高于某一水平，即无法使用再生制动。
1960年代中期，功率更大的EF64型电力机车开始投入运用，一台机车足以代替两台重联的ED61型电力机车担当相同的牵引任务，而且除了再生制动之外还设有电阻制动，使电力机车的动态制动性能不再受到电网电压的限制。1966年以后，随着越来越多的EF64型电力机车配属到甲府机关区，加上中央本线甲府以西的路段亦陆续完成电气化改造，中央本线的急行旅客列车亦改由115系、165系电力动车组担当，ED61型电力机车的运用范围及频率日渐减少。1972年，由于龙华机关区的ED60型2、3号机车转往大糸线运用，因此将ED61型17、18号机车转属龙华机关区作为补充，在阪和线上与ED60型电力机车混合使用。

### 改造
1970年代初，为了淘汰饭田线的老旧的ED18、ED19型电力机车，日本国铁决定对ED61型电力机车进行轴重轻量化改造，以适应饭田线较差的线路条件。1974年至1979年间，所有ED61型电力机车先后在长野工厂（今长野综合车辆中心）进行了改造工程，完成改造后的机车改称为ED62型电力机车，均配属到伊那松島机关区和丰桥机关区使用。

## 技术特点

### 总体结构
ED61型电力机车是客货运通用的直流电力机车，适用于1500伏直流电气化铁路。机车车体沿用了与同时期ED70型电力机车及DF50型柴油机车相似的外形及结构，采用表面平滑的全钢焊接结构车体。车体长度为14300毫米，比同系列ED60型电力机车长1300毫米，以容纳再生制动设备。
机车的两端各有一个司机室，机车中部是电气室及机械室，车内设有贯通式双侧内走廊。在司机室内机车运行方向的左侧设有司机操纵台，司机室两侧设有供乘务员乘降的车门。考虑到重联运用的需要，司机室前端中央设有向外开启的铰链式贯通门，以便乘务人员通过到另一台机车。车顶安装有两台国铁标准的PS17型双臂式受电弓。

### 电气系统
ED61型电力机车是直—直流电传动的直流电力机车，除了增设再生制动功能外，机车主电路结构与ED60型电力机车基本相同。机车采用超多段电阻调压、牵引电动机的串联—并联转换、以及磁场削弱控制来达到调速的目的。
每台机车设有两套相同的电阻器系统，分别控制两台转向架上的牵引电动机。电阻器系统包含了并联的主电阻器及副电阻器，首先利用主电阻器实现十个大调压级，再于每个大调压级内利用副电阻器实现五个小调压级。除了电阻调压外，亦可以通过改变牵引电动机连接方式，来改变牵引电动机的端电压。每两台牵引电动机作为一组并固定以串联方式连接，当机车达到一定速度后两组电动机改以并联方式连接（两串两并）。在超多段电阻调压和串并联转换的共同配合下，使ED61型电力机车拥有多达110个调压级，大大降低每个级位之间的电压变化，从而获得了相对平滑的调速性能。
此外，为了扩大机车的恒功调速范围，在牵引电动机串联或并联工况均可以施行四级磁场削弱，削弱率最深可达40%，磁场削弱采用磁感应分路法。司机控制器共有24个调速级位，其中串联位11级、并联位9级、磁场削弱位4级。和ED60型电力机车一样，ED61型电力机车亦采用MT49型四极串联直流牵引电动机，小时功率为390千瓦，额定电压为750伏特，额定电流为575安倍，额定转速为每分钟1180转。
除了轮对防空转保护系统及轴重转移电气补偿外，ED61型电力机车还具有再生制动功能。再生制动工况时，牵引电动机变为他励发电机运转，发出的电能经受电弓反馈到电网。通过对电枢的串并联切换，机车在较大速度范围（25～90公里/小时）内均能使用再生制动，制动力可通过励磁机输出的励磁电流来调节，当列车速度降低到约25公里/小时以下可自动转换为使用空气制动。

### 转向架
机车走行部为两台DT106型二轴摇枕式转向架。转向架构架采用“日”字形的全钢焊接结构，轴箱采用导柱式定位结构。转向架采用全旁承支重结构，机车的车体重量通过四个旁承支座坐落在两台转向架上。转向架的摇枕弹簧悬挂装置为摇动台式，摇枕横置于构架下部，其两端通过旁承支座与车体连接，旁承支座位于构架侧梁外侧。摇枕和构架之间通过摇枕弹簧、摇枕吊杆、下心盘、中心销连接。下心盘及中心销不仅作为摇枕的回转中心，亦用来传递牵引力及制动力。一系悬挂为轴箱侧橡胶圆筒弹簧及轴箱顶螺旋弹簧，中央摇枕弹簧采用并联的螺旋弹簧，并配有垂向油压减震器。牵引电动机采用轮对空心轴架悬式安装方式，将整个牵引电动机悬挂在转向架构架上，减少牵引电动机承受从轨道传来的振动冲击。牵引电动机输出的扭矩通过一级减速齿轮传递给轮对，牵引齿轮传动比为15：82（1：5.466）。
比较特别的是东芝制造的15号机车，试验性装用与其他机车不同的DT900型转向架，其特点是采用U形侧梁，即构架侧梁中部下凹成U形。轴箱采用无磨耗的拉板式定位结构，这种定位方式曾经初次用于富山地方铁道Deki12020型电力机车，薄片形定位拉板使用镍铬钼合金钢（SNCM）制成，两片定位拉板的其中一端与轴箱连接，另一端与构架侧梁相连。一系悬挂除了轴箱顶螺旋弹簧之外，还增加了橡胶弹簧以抑制定位拉板的偏转。中央摇枕弹簧亦改为使用空气弹簧。